# Hanomag-Henschel
Hanomag-Henschel Fahrzeugwerke GmbH (abreviado: HHF), más conocido como Hanomag-Henschel,  fue un fabricante de vehículos industriales, utilitarios y camiones con sede en Hannover tras la fusión, en 1969, de los fabricantes alemanes Hanomag y Henschel. Estas dos empresas fabricaban vehículos comerciales bajo su propia marca y diseño y bajo licencia de otros fabricantes.
Después de la adquisición de todas las acciones de HHF por la Daimler-Benz AG, la marca Hanomag-Henschel en 1974 desapareció del mercado, los modelos individuales de Hanomag-Henschel continuaron en producción hasta 1978 bajo la marca Mercedes-Benz, mientras que Hanomag se queda con compactadores y equipos de construcción por la cual en 1974 venden las operaciones a Massey Ferguson quien toma el control de Hanomag.

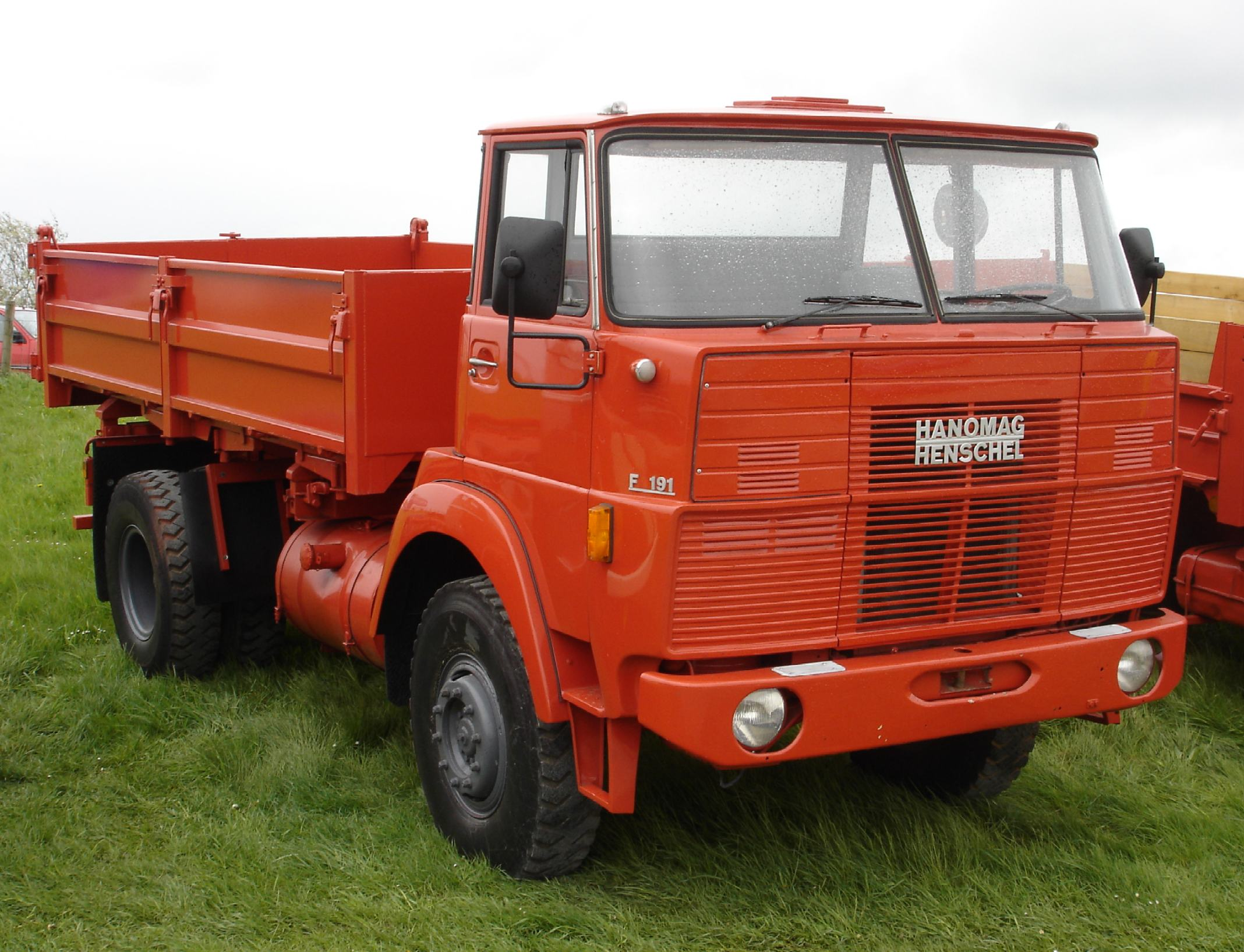
Hanomag-Henschel F191AK
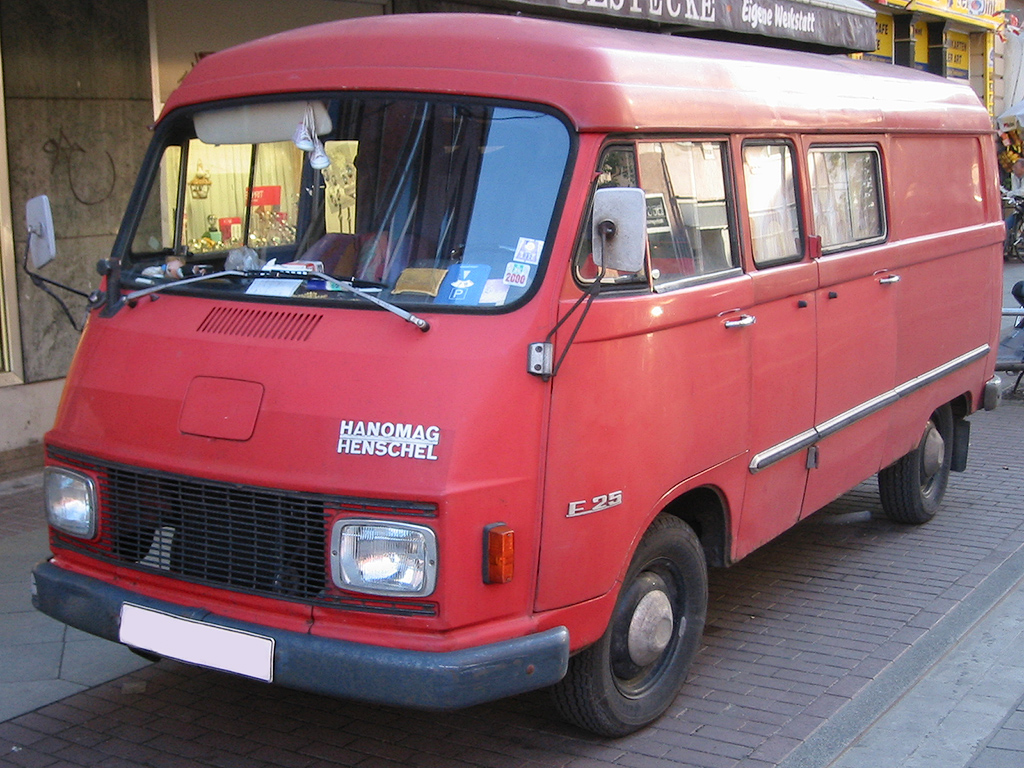
Hanomag-Henschel Transporter